# Malvasia bianca lunga
La malvasia bianca lunga  est un cépage italien de raisins blancs de la grande famille de Malvasia.

## Origine et répartition géographique
Le cépage Malvasia bianca lunga provient du sud de l’Italie. D'origine probable grecque, il est classé recommandé ou autorisé dans de nombreuses provinces italiennes.
Il est classé cépage d'appoint en DOC Barco Reale di Carmignano et Carmignano, Bianchello del Metauro, Bianco Capena, Chianti (interdit depuis 2006), Colli Altotiberini, Colli Amerini, Colli dell'Etruria Centrale, Colline Lucchesi, Controguerra, Est! Est!! Est!!! di Montefiascone, Gravina, San Gimignano, Vin Santo del Chianti et Vin Santo del Chianti Classico. En 1998, sa culture couvrait une superficie de 9 360 ha.
Sous ses dénominations croates il est cultivé sur le littoral et les îles de l'adriatique.

## Caractères ampélographiques
- Extrémité du jeune rameau cotonneux blanc à liseré carminé.
- Jeunes feuilles aranéeuses, vert clair à plages bronzées.
- Feuilles adultes, à 5 lobes (rarement 7 lobes) avec des sinus supérieurs étroits fermés, un sinus pétiolaire en lyre fermée, des dents ogivales, étroites, en deux séries, un limbe duveteux.

## Aptitudes culturales
La maturité est de troisième époque hâtive: 25  jours après le chasselas.

## Potentiel technologique
Les grappes sont grandes et les baies sont de taille petite à moyenne. La grappe est pyramidale. La chair est juteuse et d'une saveur neutre. Depuis la nouvelle législation sur les vins de Chianti, la majorité de la production est vinifiée en vin IGT Galestro.

## Synonymes
Le cépage est aussi connu en Italie sous les noms de Malvagia, Malvasia bianca di Bari, Malvasia bianca di Toscana, Malvasia cannilunga di Novoli, Malvasia del Chianti, Malvasia di Arezzo, Malvasia di Brolio, Malvasia di San Nicandro, Malvasia di Trieste, Malvasia lunga, Malvasia piccola lunga, Malvasia Pugliese bianca, Malvasia Toscana, Malvasia Trevigiana, Malvasia Verace, Prosecco nostrano, Sgranarella, Silosder de Zara, Zante bianca. En Slovénie on le retrouve sous le nom de Menuetta. En Croatie il est connu sous les noms de Rukatac, Krisol, Višana, Maraškin, Mareština ou Maraština.